# Wolfgang Heinrich Adelungk
Wolfgang Heinrich Adelungk (* 25. Dezember 1649 in Hamburg; † 16. Dezember 1710 ebenda) war ein deutscher Lehrer und Schriftsteller.

## Leben und Wirken

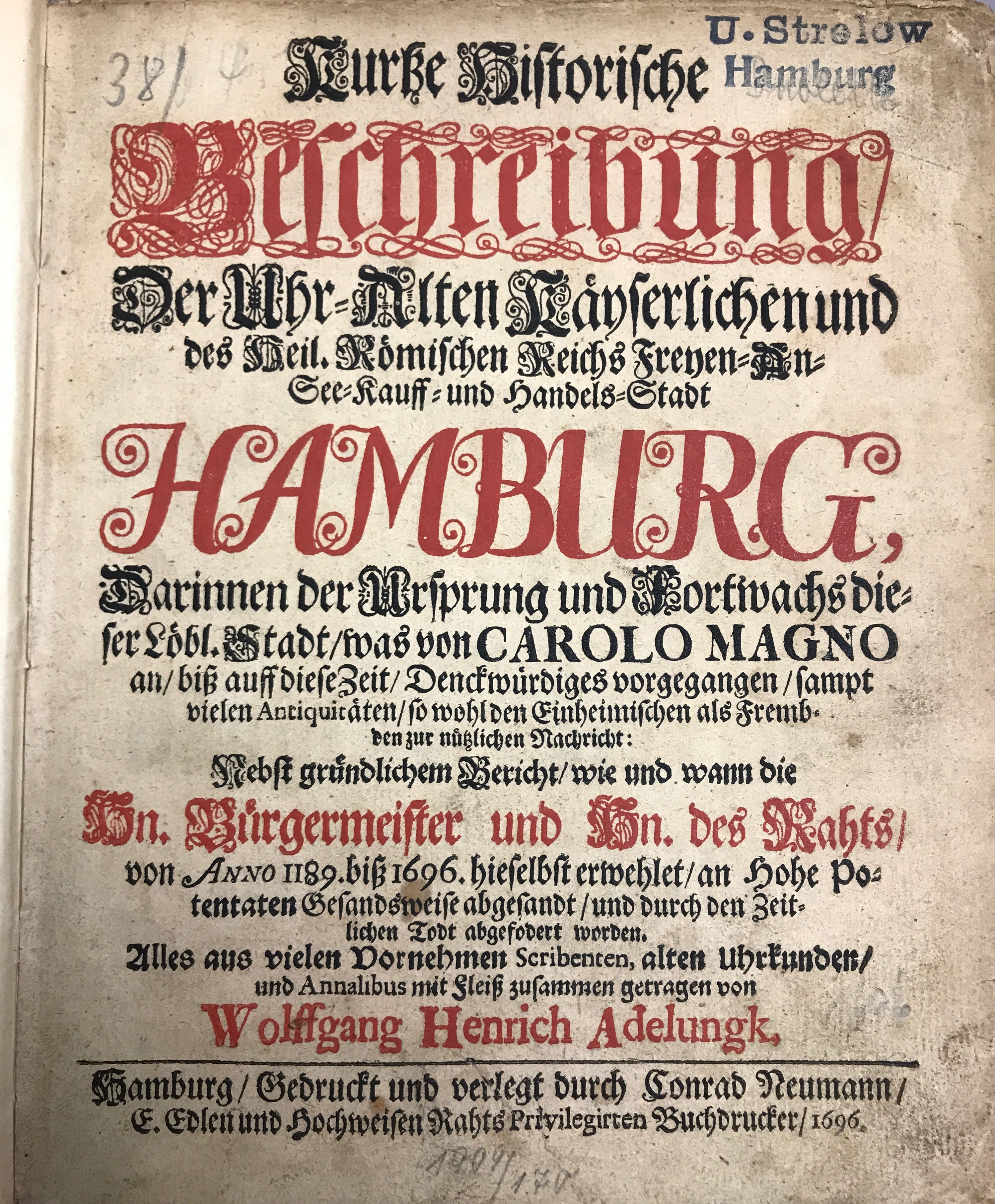
Titelblatt des Adelungk-Werkes „Kurtze Historische Beschreibung Der Uhr-Alten Kaeyserlichen und des Heil. Römischen Reichs Freyen- An-See- Kauff- und Handels-Stadt Hamburg“

Adelungk besuchte zunächst die Jacobi-Kirchenschule, konnte anschließend jedoch aufgrund der Mittellosigkeit seiner Eltern kein Studium aufnehmen. Als Autodidakt eröffnete er 1670 eine eigene Schule im Jacobi-Kirchspiel. Das Gebäude auf dem Kattrepel brannte 1673 ab, konnte jedoch am gleichen Ort fortgeführt werden. Adelungk war ab 1689 an einer Armenschule im Katharinen-Kirchspiel tätig und übernahm 1698 die Leitung der Knakerüggischen Armenschule. Es handelte sich um eine Stiftungsschule, deren Leitung ab 1710 einer seiner elf Söhne übernahm.
Adelungk veröffentlichte 1695 die „Thesaurus Historiarum oder Neueröffnete Schatzkammer rarer und auserlesener Historien“. Das Werk, welches heute als teilweise verschollen gilt, wurde mehrfach aufgelegt. 1696 erstellte er die „Kurtze Historische Beschreibung“. Es handelte sich dabei um die erste Chronik Hamburgs, die in gedruckter Form erschien. Da hierin Streitigkeiten mit dem dänischen König bezüglich der Reichsfreiheit der Hansestadt hervorgehoben wurden, wurde das Werk umgehend verboten. Über die Schriften hinaus erstellte Adelungk bis zu seinem Tod verschiedene Folgen von Kalendern.

## Schriften
- Kurtze Historische Beschreibung Der Uhr-Alten Kaeyserlichen und des Heil. Roemischen Reichs Freyen-An-See-Kauff-und Handels-Stadt Hamburg . Gedruckt und verlegt durch Conrad Neumann, Hamburg 1696.
  - Faksimile-Ausgabe Paul Kieser GmbH 1989 mit einem Kommentarband von Rainer Postel. ISBN 3-8242-9962-3
- Das Memorial oder Gedächtnisbüchlein des Wolfgang Heinrich Adelungk, hrsg. von Susanne Rau und Sarah D. Ullmann (= Veröffentlichungen des Hamburger Arbeitskreises für Regionalgeschichte Bd. 24), Münster, Hamburg, London, 2009.